# Jonas Cedercreutz (arkitekt)

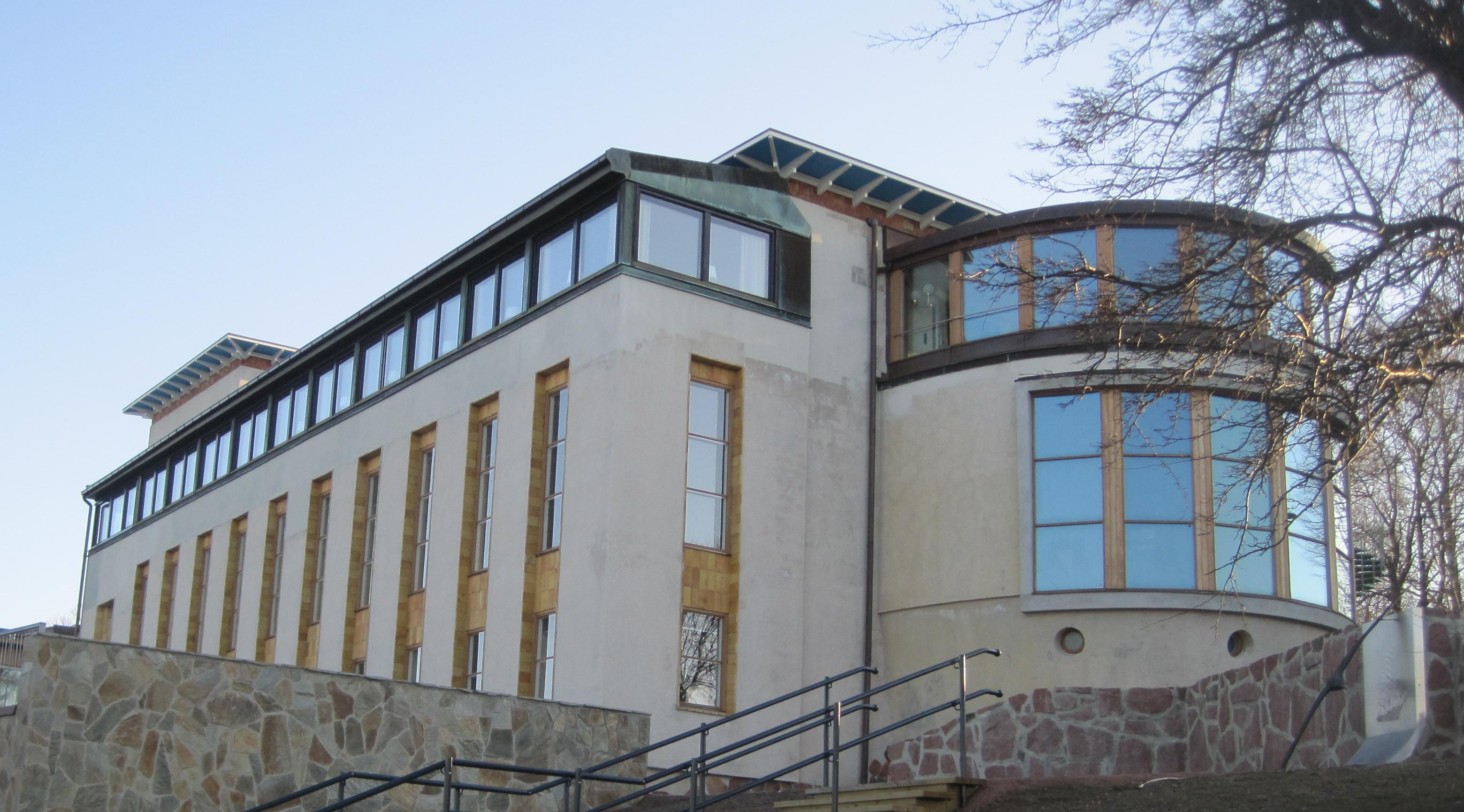
Ålands sjöfartsmuseum.

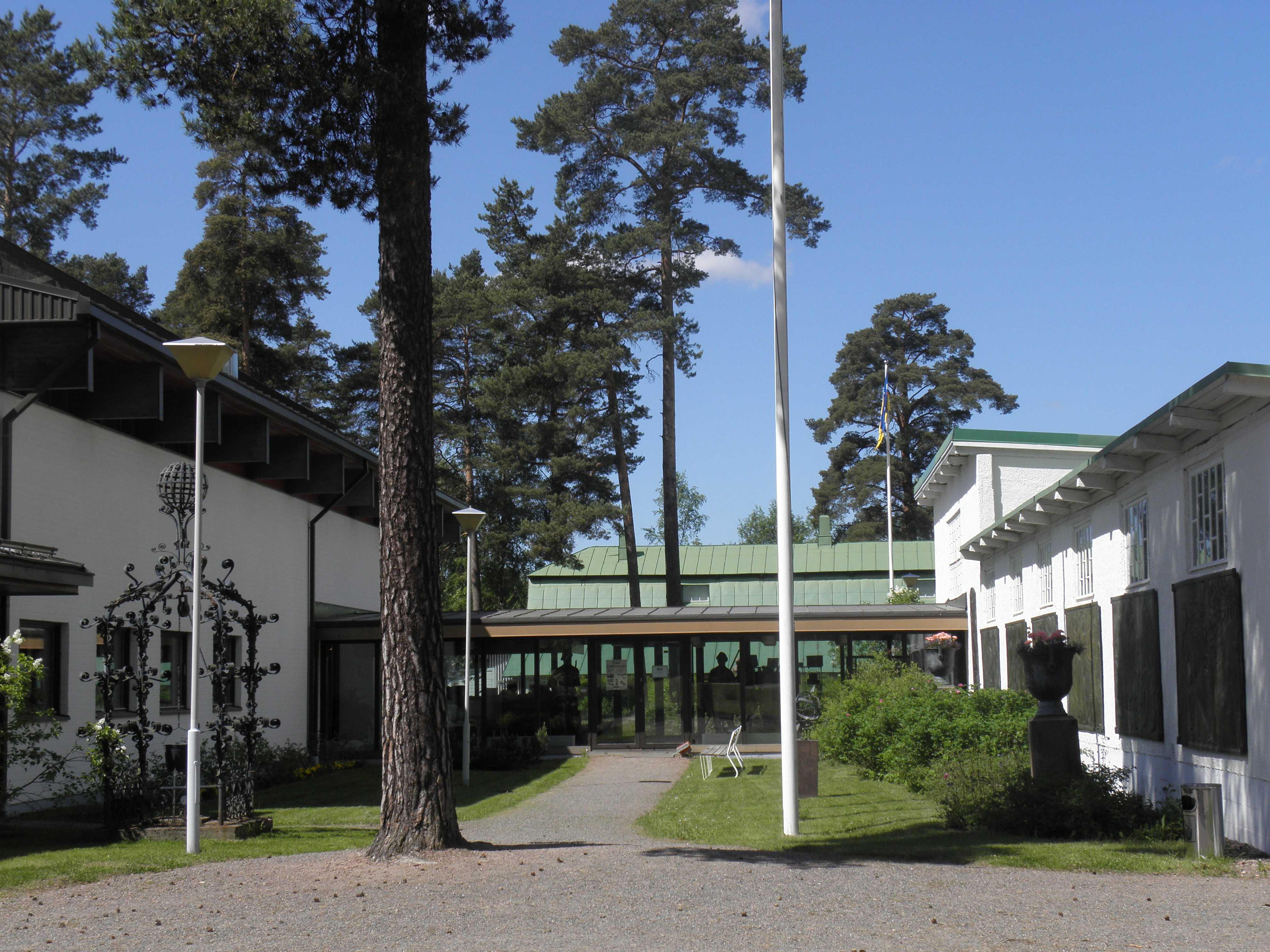
Emil Cedercreutz-museet

Jonas Victor Axel Cedercreutz, född 18 januari 1914 i Helsingfors, död 7 mars 1991 i Helsingfors, var en finländsk friherre och arkitekt. Han var brorson till  Emil Cedercreutz. 
Jonas Cedercreutz arbetade hos bland andra Alvar Aalto och Uno Ullberg, varefter han 1945 tillsammans med Helge Railo startade en arkitektbyrå, för vilken han 1963 blev ensamägare. Cedercreutz projekterade bland annat sjukhus, skolor och andra offentliga byggnader, affärshus och villor. Av hans enskilda arbeten kan nämnas Ålands sjöfartsmuseum (1949), Jyväskylä centralsjukhus (1954) och Finlands ambassad i Brasilia (1974).
Jonas Cedercreutz var gift med Rita Ignatius (1912–1995). Deras dotter Mariana Cedercreutz är också arkitekt.